# Anne Veenendaal
Anne Veenendaal (7 september 1995) is een Nederlands hockeyster. Veenendaal komt sinds 2012 uit voor Amsterdam en speelde eerder voor Hilversum en Laren.
Voor de Nederlandse hockeyploeg debuteerde ze in augustus 2015, tijdens het Europees kampioenschap, in een wedstrijd tegen Polen. Met het Nederlandse team won Veenendaal het Europees kampioenschap in 2017, 2019 en 2021, evenals de Champions Trophy en het Wereldkampioenschap in 2018.

## Internationale erelijst
- Europees kampioenschap 2015
- Champions Trophy 2016
- Europees kampioenschap 2017
- Wereldkampioenschap 2018
- Champions Trophy 2018
- Hockey Pro League 2019
- Europees kampioenschap 2019
- Hockey Pro League 2020-2021
- Europees kampioenschap 2021
- Olympische Spelen 2020 (2021) te Tokio
- Hockey Pro League 2021-2022
- Wereldkampioenschap 2022
- Europees kampioenschap 2023
- Olympische spelen 2024 in Parijs

Felice Albers · 
Margot van Geffen ·  
Eva de Goede · 
Marloes Keetels · 
Josine Koning · 
Sanne Koolen · 
Laurien Leurink · 
Caia van Maasakker · 
Frédérique Matla ·  
Laura Nunnink · 
Malou Pheninckx · 
Pien Sanders ·  
Lauren Stam · 
Maria Verschoor · 
Xan de Waard · 
Lidewij Welten · 
Coach: Alyson Annan
Felice Albers ·  
Joosje Burg  ·  
Pien Dicke ·  
Luna Fokke ·  
Yibbi Jansen ·  
Marleen Jochems ·  
Sanne Koolen ·  
Renée van Laarhoven ·  
Frédérique Matla ·  
Freeke Moes ·  
Laura Nunnink ·  
Lisa Post ·  
Pien Sanders ·  
Marijn Veen ·  
Anne Veenendaal (K) ·  
Maria Verschoor ·  
Xan de Waard  ·  
Coach: Paul van Ass